# 薩普斯堡08足球會
薩普斯堡足球俱樂部（Sarpsborg 08 Fotballforening）是挪威的一家足球俱樂部，主場位於薩普斯堡。球隊參加挪威足球超级联赛的賽事。

## 外部連結
- Official site （挪威文）
- Supporter site （挪威文）